# Pronephrium womersleyi
Pronephrium womersleyi är en kärrbräkenväxtart som beskrevs av Holtt. Pronephrium womersleyi ingår i släktet Pronephrium och familjen Thelypteridaceae. Inga underarter finns listade.